# Pseudadoretus dilutellus
Pseudadoretus dilutellus är en skalbaggsart som beskrevs av Semenov 1889. Pseudadoretus dilutellus ingår i släktet Pseudadoretus och familjen Rutelidae. Inga underarter finns listade i Catalogue of Life.